# Rotonde ferroviaire de Marseille-Saint-Charles
La rotonde ferroviaire de Marseille ou rotonde Pautrier est l'un des éléments d'un ancien dépôt de locomotives proche de la gare de Marseille-Saint-Charles. Construite en 1889, elle est rénovée entre 2017 et 2020 dans le cadre de l’aménagement d'une plateforme de remisage et de maintenance des rames TER. C'est l'une des seules rotondes complètes de la compagnie PLM à n'avoir pas été démolie.
La rotonde Pautrier est le dernier témoin du dépôt aménagé à partir de 1862 en contrebas du quartier des Chutes Lavie, à l'intersection des lignes Paris-Marseille et Marseille-Aubagne.

## Histoire
La gare Saint-Charles est inaugurée le 8 janvier 1848, la liaison Paris-Marseille, en 1855. La ligne Marseille-Aubagne, future axe vers l'Italie est inaugurée en 1858. En 1864 Nice est relié à Marseille. Les premières installations de maintenance sont alors plus proches de la gare.

### La première rotonde
Dans les années 1860-1870 la gare de Marseille Saint-Charles est profondément remaniée et les installations du dépôt sont repoussées au nord à la jonction des lignes de Paris et de Toulon, sur le site actuel.
Une première rotonde circulaire de 75 m de diamètre, comportant 36 voies rayonnantes et une plaque tournante, est construite entre 1862 et 1864,. Détruite au cours de la seconde guerre mondiale, les voies sont dès lors utilisées comme voies de garage à ciel ouvert jusqu'en 1962, date de l’électrification.

### La deuxième rotonde
Pour répondre à l'accroissement du trafic, une deuxième rotonde est construite par le PLM entre 1887 et 1889. Séparée de la première par un atelier de levage, celle-ci mesure 90 m de diamètre et possède 36 voies rayonnantes permettant de garer 36 à 54 locomotives,. Elle est construite dans le style du PLM, c'est-à-dire avec des murs en pierre, une double toiture et une coupole soutenues par des colonnes de fonte fournies par les fonderies Chazelle de Besseges, semblable aux rotondes de Nîmes ou Avignon.
En 1905, la rotonde fut baptisée du nom de la rue adjacente, Alphonse Pautrier, chef de section du PLM et maire de Bouc-Bel-Air. La coupole centrale est détruite en 1922 ou 1923 et des avant-toits métalliques sont installés sur le pourtour intérieur de la rotonde.
Pendant la Seconde Guerre mondiale, le dépôt est bombardé et partiellement remis en état. Le pont-tournant Jeumont est installé.
En décembre 1951, le dépôt est reconverti pour le matériel diesel, il sera électrifié en 1962 avec la section Miramas – Marseille. Saint-Charles devient alors un dépôt relais.
La rotonde restera en service jusqu'en 2008.

### La requalification du site Pautrier
La rotonde Pautier fait partie des cinq dernières rotondes complètes de la fin du XIXe siècle conservées en France (avec celle du dépôt de Dijon-Perrigny qui a été partiellement dénaturée, celle de Lyon-Mouche, qui pourrait rapidement être menacée puisqu’elle vient d’être désaffectée, celle d’Annemasse, dont la démolition est prévue et celle de Mohon à Charleville-Mézières).
En 2014, la SNCF dépose un permis de démolir mais la ville de Marseille s'y oppose, soucieuse de préserver un témoignage de l'architecture ferroviaire de la fin du XIXe siècle, et demande son classement au titre des monuments historiques,,. Le bâtiment est finalement préservé alors que le site conserve son usage ferroviaire.
La requalification du site Pautrier et de sa rotonde, élaboré par l’agence d'architecture AREP en partenariat avec le pôle Ingénierie & Projet de la SNCF, est réalisée entre 2017 et 2020. Le programme permet d’associer la valorisation d’un patrimoine ferroviaire et industriel remarquable aux nécessités de développer l’offre TER. Seul le pont tournant n’est pas conservé.
La réalisation du centre de remisage et de maintenance Pautrier s’inscrit dans la perspective des grands travaux de reconfiguration du nœud ferroviaire marseillais et de la création de la ligne nouvelle Provence-Côte d’Azur. Il permet également la désaturation du site de maintenance de La Blancarde.

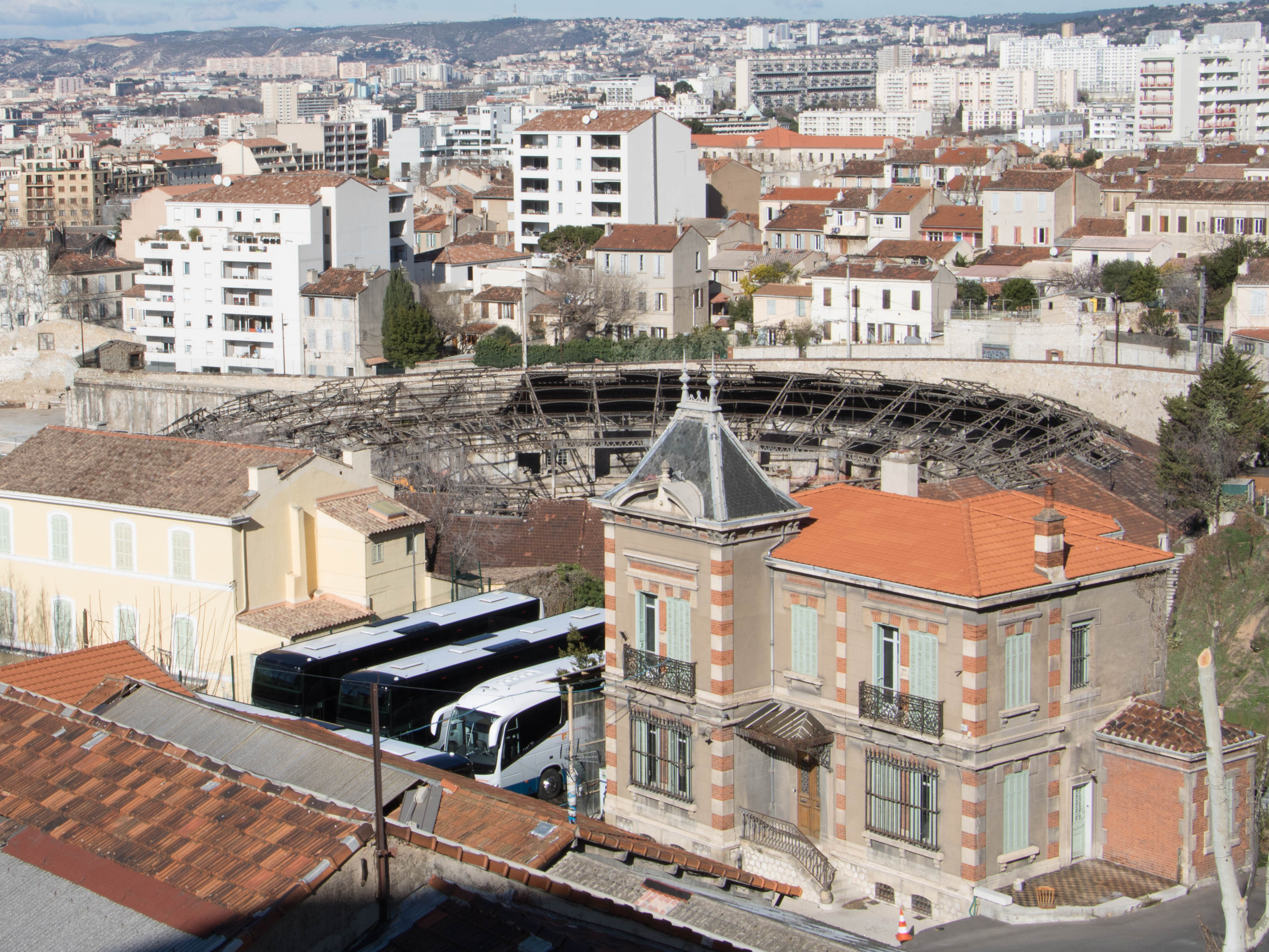
Rotonde Pautrier pendant les travaux, février 2018.
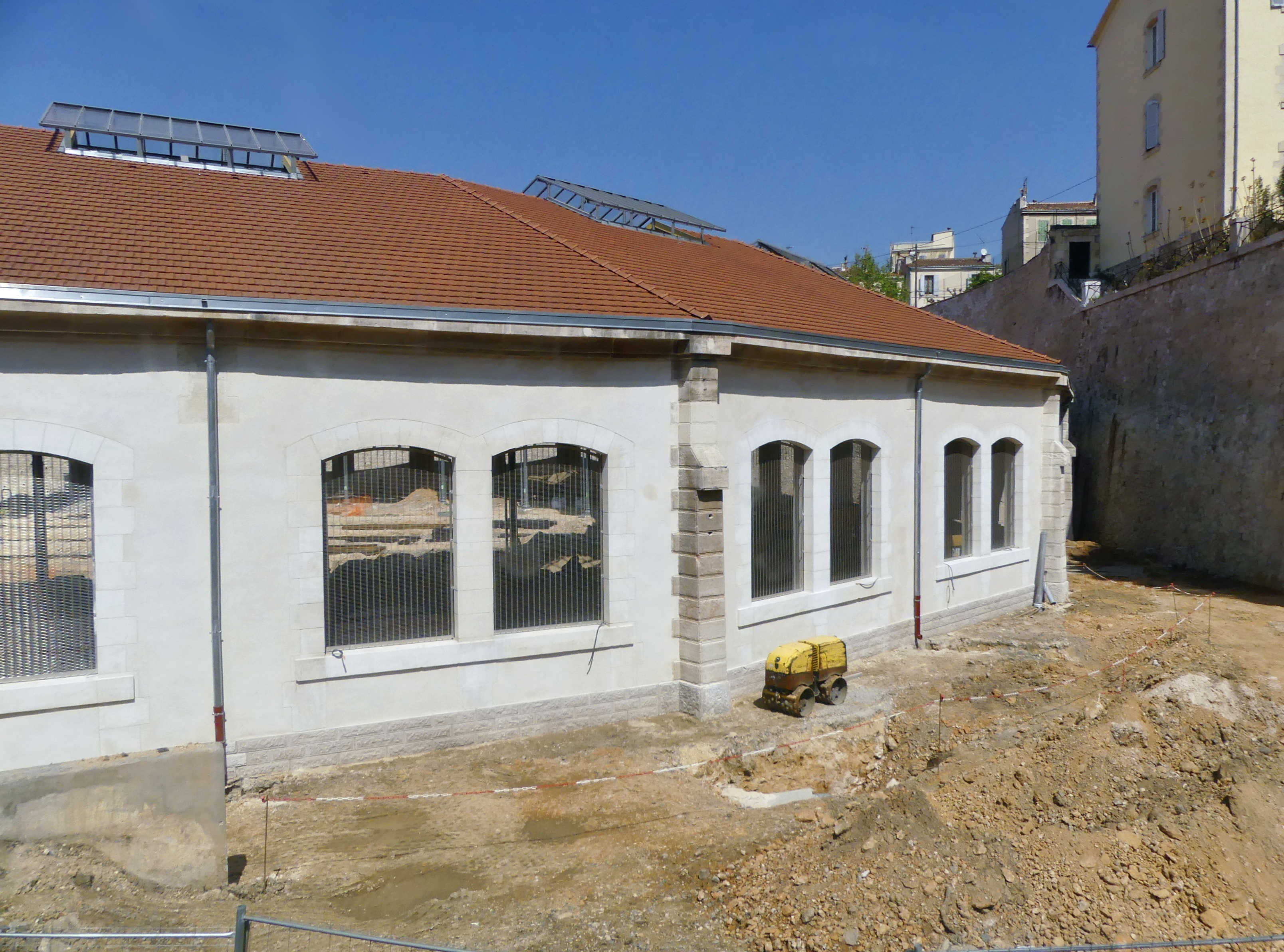
La rotonde en rénovation, avril 2019.
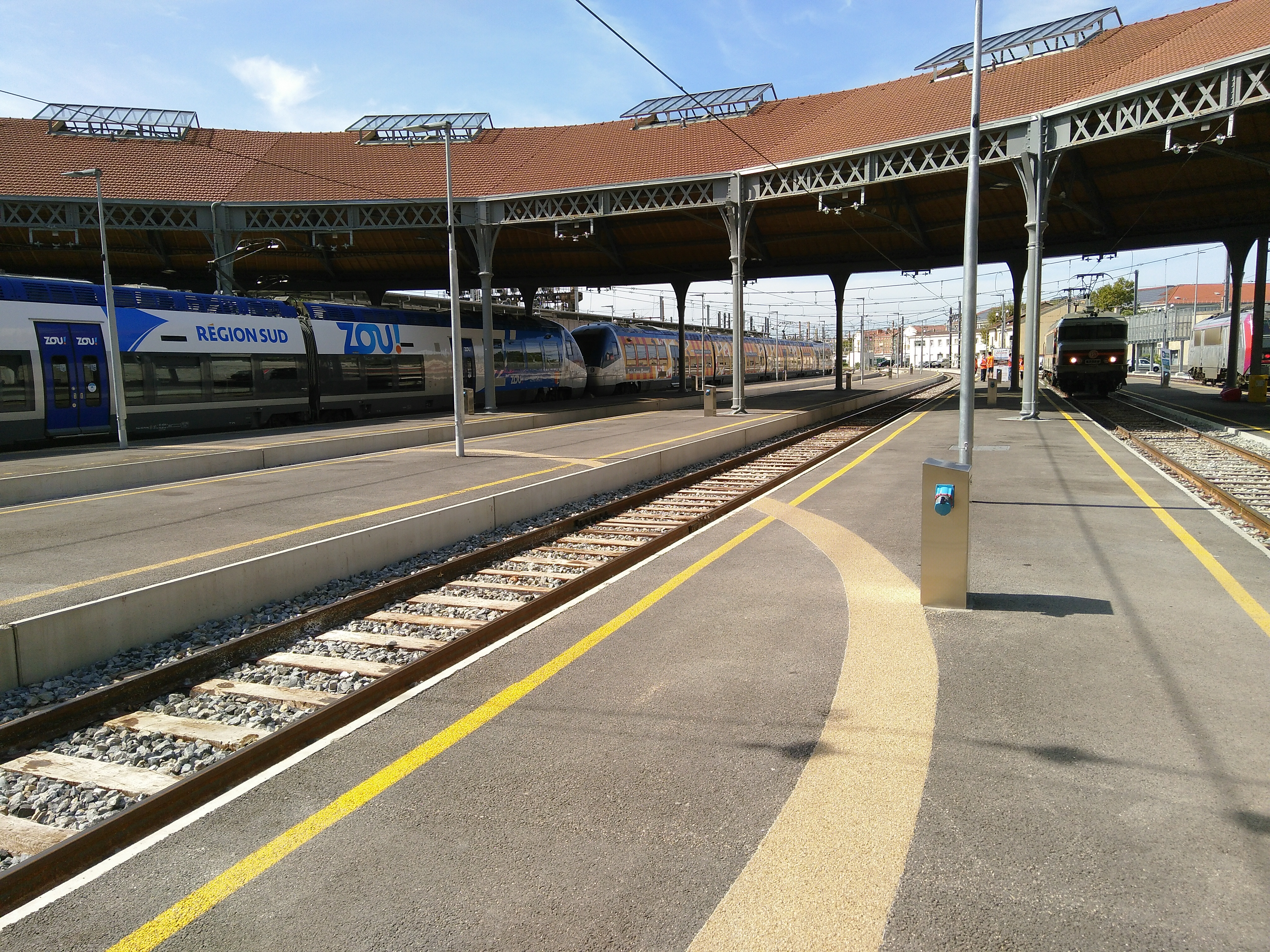
Trace de l’ancien pont tournant supprimé lors de la réhabilitation la rotonde.
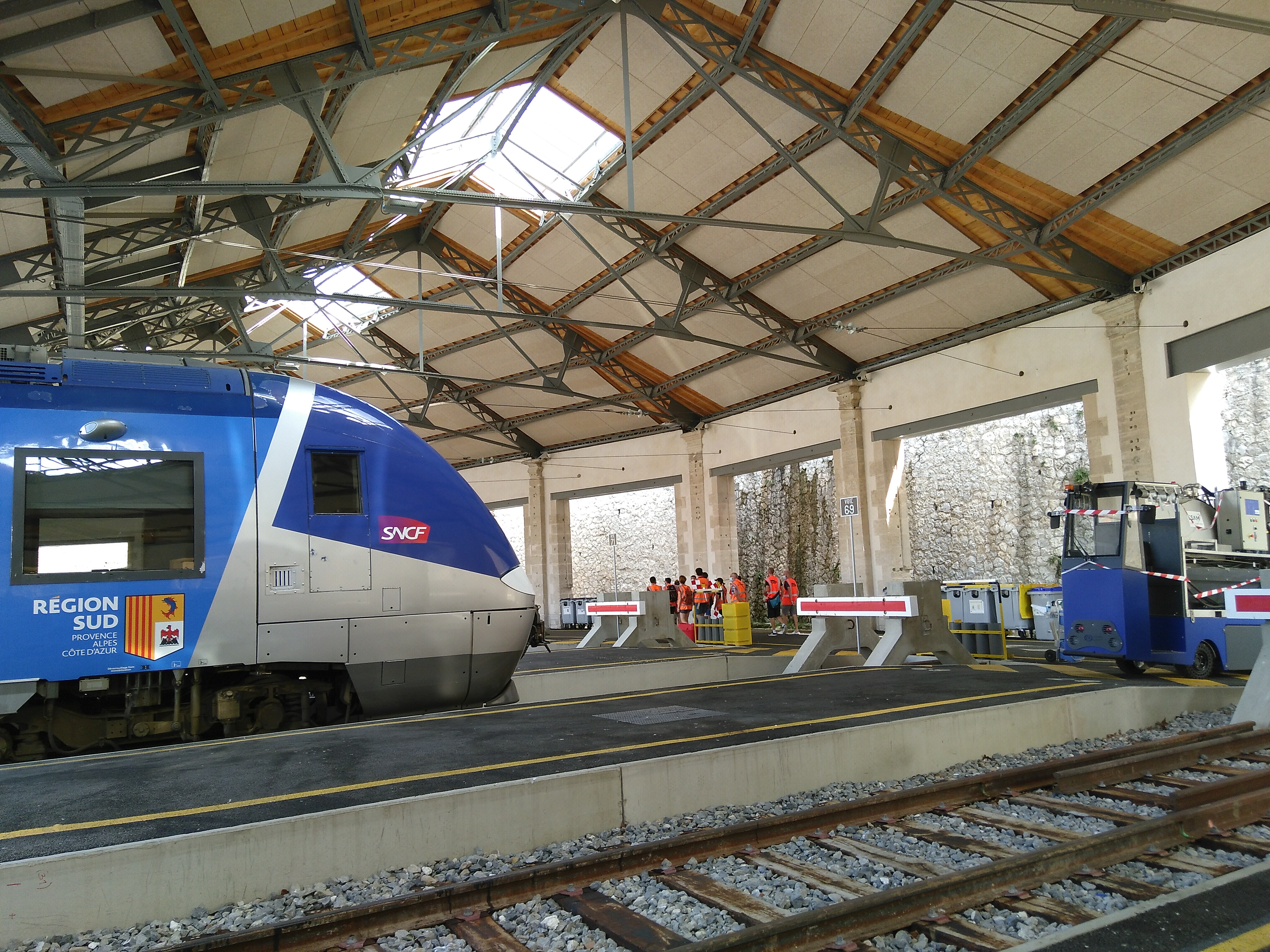
Extrémité des quais et buttoirs sous la rotonde.
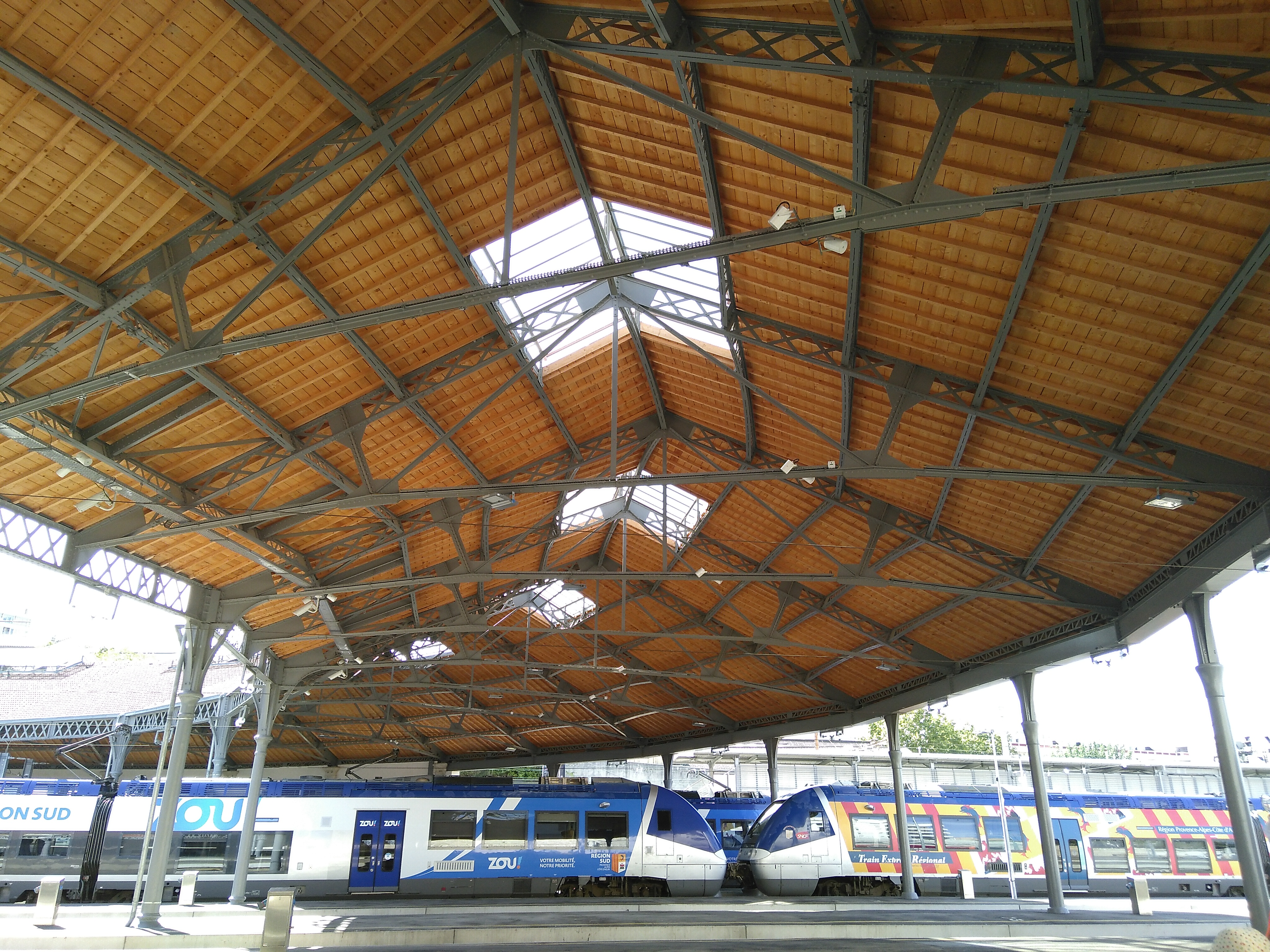
Rames de TER en maintenance.
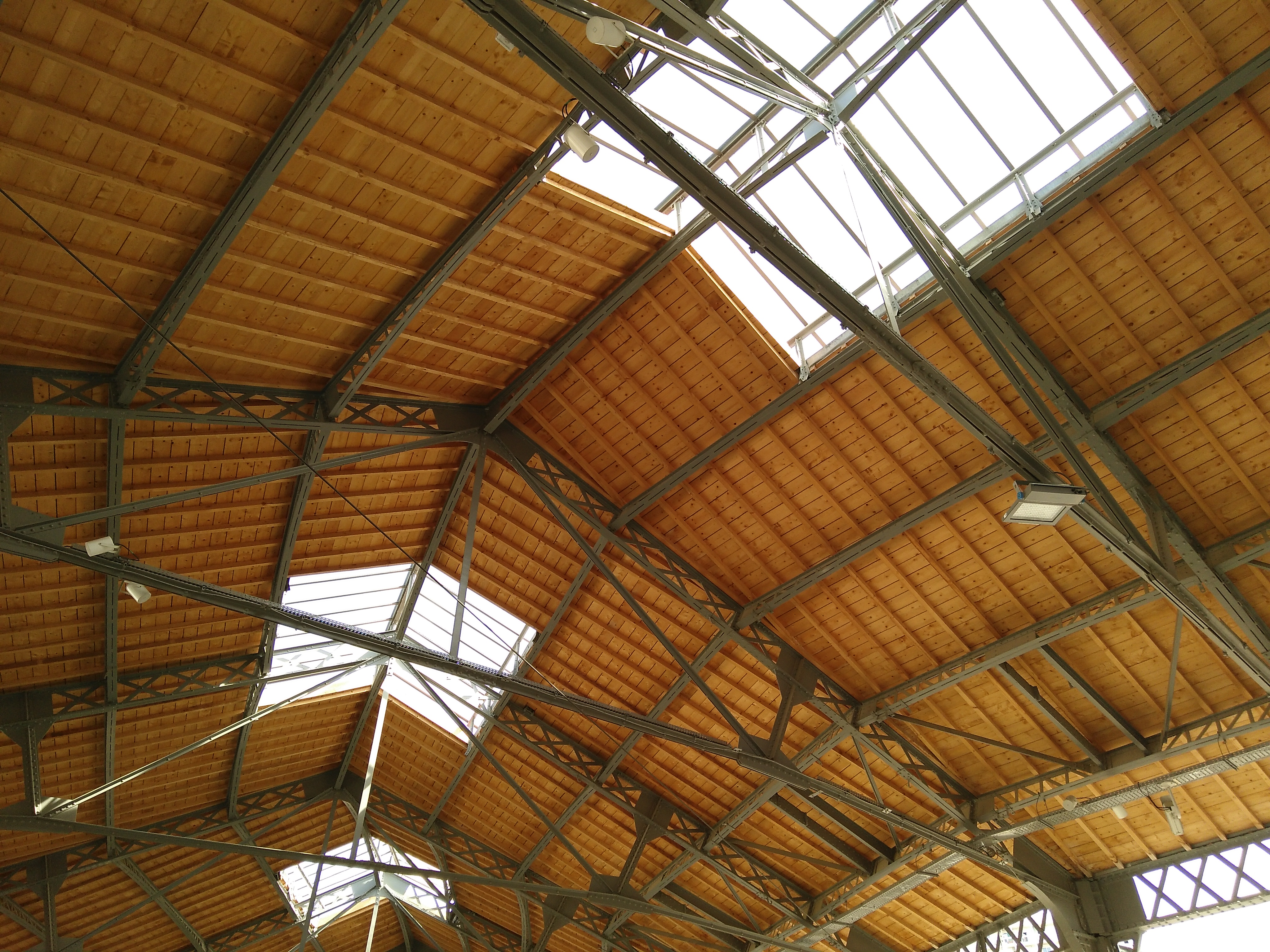
Charpente métallique Polonceau .

### Changement de propriétaire
En Décembre 2020, la Région Provence Alpes Côte d'Azur signe avec SNCF un "Protocole en vue du transfert de propriété des ateliers de maintenance de NICE ST ROCH, NICE VILLE, CANNES MARCHANDISES ET MARSEILLE PAUTRIER".
Ce transfert s’effectue dans le cadre juridique prévu par l’article 21 de la loi pour un nouveau pacte ferroviaire (NPF) qui a posé le principe du transfert aux autorités compétentes, à leur demande, des ateliers de maintenance utilisés majoritairement pour l’exécution de services faisant l’objet d’un contrat de service public, ainsi que des terrains y afférents. 
Comme le décrit la délibération : "Ces biens immobiliers auront ensuite vocation à être mis à disposition des futurs délégataires en tant que bien de retour de la future concession.".
A compter de 2020, la Région Provence Alpes Côte d'Azur devient donc officiellement propriétaire des installations et terrains attenants en lieu et place de la SNCF.

### Changement d'exploitant
Dans le cadre de la loi pour un “Nouveau Pacte Ferroviaire” du 27 juin 2018 permettant la libéralisation des lignes ferroviaires en France, la Région avait lancé́ deux appels d’offres : l’un pour la ligne dite « Axe Intermétropoles », et l’autre pour les Axes Azur (Étoile de Nice).
A la suite de l'attribution du premier lot à Transdev, la Rotonde change d'exploitant au profit de Transdev pour la maintenance du matériel roulant affecté à la ligne Marseille-Toulon-Nice à partir de juin 2025.